# 리사 펠리칸

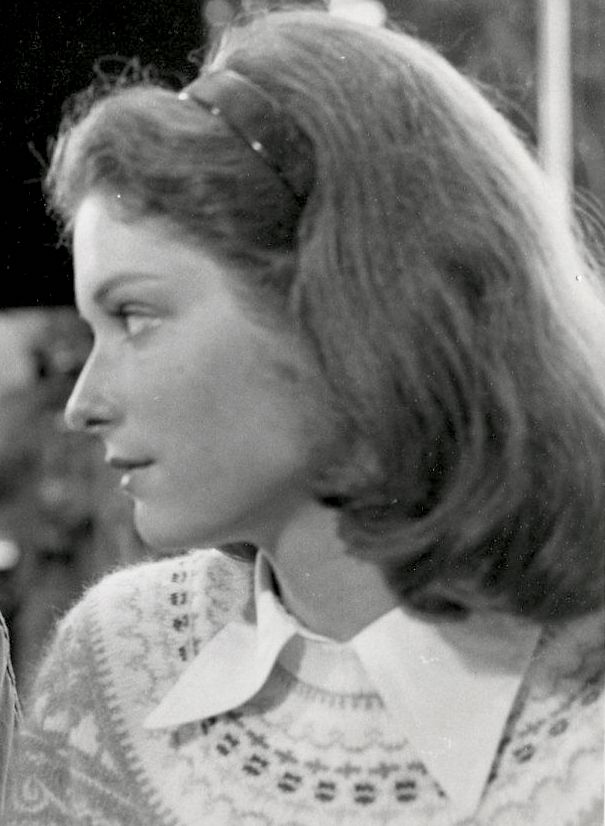

리사 펠리칸(Lisa Pelikan, 1954년 7월 12일 ~ )은 미국의 배우, 연극 배우, 무대 연출가, 영화배우이다.
버클리에서 태어났다.

## 영화
- 10,000 데이즈 (2014년)
- 샤도우 다우트 (1998년)
- 추적자 (1991년) - 사라 역
- 블루 라군 2 (1991년) - 사라 역
- 라이언하트 (1990년)
- 신들의 풍차 (1988년)
- 굴리스 (1985년)
- 하우스 오브 굿 (1984년)
- 위험한 유혹 (1984년)
- 트루 그릿 (1978년)
- 성난 남자 (1978년)
- 줄리아 (1977년)